# Anthrax chivaensis
Anthrax chivaensis är en tvåvingeart som beskrevs av Paramonov 1935. Anthrax chivaensis ingår i släktet Anthrax och familjen svävflugor. Inga underarter finns listade i Catalogue of Life.